# باب ساموئلسون
رابرت "باب" لوئیس ساموئلسون (انگلیسی: Robert "Bob" Lewis Samuelson؛ زادهٔ ۳۰ ژوئیه ۱۹۶۶ در بندر جفرسون، نیویورک) بازیکن سابق والیبال اهل ایالات متحده آمریکا است.
او در المپیک ۱۹۹۲ یکی از اعضای تیم ملی والیبال آمریکا بود که به مدال برنز دست یافت. او در تمام ۸ بازی شرکت کرد. او بعد از استیو تیمونز (به انگلیسی: Steve Timmons) بیشترین بلاک‌ها و ایس‌ها را داشت. او به همران برایان ایوی نماینده آمریکا در تیم منتخب دنیا که توسط ۱۲ مربی برتر دنیا انتخاب شده بودند، حضور داشت.